# Hyphessobrycon clavatus
Hyphessobrycon clavatus ist eine kleine Fischart aus der Salmlerfamilie Acestrorhamphidae, die im Westen des Amazonasbeckens in Peru vorkommt. Er wurde erst 2014 durch Axel Zarske, damals Sektionsleiter der Ichthyologie der Senckenberg Naturhistorischen Sammlungen Dresden, wissenschaftlich beschrieben. Das genaue Verbreitungsgebiet ist nicht bekannt, da die Beschreibung anhand von Exemplaren erfolgte, die ein Zierfischgroßhändler nach Deutschland importiert hatte.

## Merkmale
Hyphessobrycon clavatus erreicht eine maximale Standardlänge von 3 Zentimetern und hat einen seitlich abgeflachten, langgestreckten Körper. Die maximale Körperhöhe liegt bei etwa 30 % (26,9 bis 33,2 %) der Standardlänge. Der Schwanzstiel ist länger als hoch. Die Schwanzflosse ist gegabelt. Der Rücken ist graubraun bis bräunlich gefärbt. Die dunklen Ränder der Rückenschuppen bilden zusammen ein netzartiges Muster. Der Bauch ist grau bis silbrig und bei je nach Lichteinfall kann eine goldene Punktierung sichtbar werden. Vom Kiemendeckel bis zum Ende des Schwanzstiels verläuft ein breiter blauschwarzer Streifen, der zum Schwanz hin immer breiter wird und sich auf den mittleren Flossenstrahlen der Schwanzflosse schwarz fortsetzt. Die unpaaren Flossen sind weitgehend farblos und transparent. Die Iris ist silbrig bis golden.
Weibchen haben einen kompakteren Rumpf als die Männchen und werden auch etwas größer. Die Männchen besitzen kleine Häkchen auf den ersten Flossenstrahlen der Afterflosse und der Bauchflossen, die bei den Weibchen nicht vorhanden sind. Die Bauchflossen der Männchen reichen angelegt über den Afterflossenansatz hinaus, die der Weibchen sind kürzer. Die Bauchflossen sowie die ersten Flossenstrahlen von Rücken- und Afterflosse sind bei den Männchen rötlich bis braun, bei den Weibchen sind sie bis auf die weißlichen Spitzen farblos und transparent.
- Flossenformel: Dorsale ii/8-9, Anale iv/17-20, Pectorale i/12, Ventrale i/7, Caudale 1/9-8/1
- Schuppenformel: mLR 30-32.